# Wischhafen
Wischhafen (plattdeutsch Wischhoben) ist eine niedersächsische Gemeinde in der Samtgemeinde Nordkehdingen im Landkreis Stade mit rund 3000 Einwohnern. Der Ort liegt in Kehdingen an der Elbe.

## Geografie

### Geografische Lage
Die Gemeinde wird im Norden von der Elbe begrenzt. Im Osten grenzt die Wischhafener Süderelbe die Gemeinde von Krautsand und der Gemeinde Drochtersen ab. Im Südwesten liegt Osten, während sich im Nordwesten Oederquart und Freiburg/Elbe anschließen.

### Nachbargemeinden
- Freiburg/Elbe
- Oederquart
- Osten
- Drochtersen

### Gemeindegliederung
Wischhafen besteht aus den Ortsteilen Hamelwörden, Wischhafen, Neuland, Wolfsbruchermoor, Neulandermoor, Hamelwördenermoor und zu kleinen Teilen auch Dösemoor. Weitere Wohnplätze sind Altendorf, Dösehof, Hamelwördener Defensionsdeich, Holenweg, Holenwisch, Hollerdeich, Köckweg, Schinkel (teilweise) und Wolfsbruch.

## Geschichte
Laut archäologischer Untersuchungen wurden die Kehdinger Marsch ab dem 4. Jahrhundert v. Chr. besiedelt. Zu der Zeit war Kehdingen eine Insellandschaft, die durch Priele getrennt wurde. Die ersten schriftlichen Erwähnungen in Dokumenten von Kehdingen sind von den römischen Geschichtsschreibern Tacitus und Plinius überliefert.
Die weitgehende Autonomie Kehdingens endete erst zu Beginn des 16. Jahrhunderts, als es dem Bremer Erzbischof Christoph gelang, das Land einer durchorganisierten Finanzverwaltung zu unterwerfen.
Die Gemeinden Balje, Krummendeich, Oederquart, Wischhafen und der Flecken Freiburg an der Elbe haben sich am 28. Dezember 1970 anstelle einer vorgesehenen Einheitsgemeinde für die Bildung einer Samtgemeinde entschieden. Somit haben die 5 Mitgliedsgemeinden innerhalb der mit Wirkung vom 1. Januar 1971 entstandenen Samtgemeinde ihre Eigenständigkeit bewahrt.
Wischhafen wurde 2008 in das Dorferneuerungsprogramm Niedersachsen aufgenommen. Ziel ist es, zweckdienliche Projekte umzusetzen.

## Politik

### Gemeinderat
Der Rat der Gemeinde Wischhafen besteht aus 15 Ratsfrauen und Ratsherren. Dies ist die festgelegte Anzahl für eine Mitgliedsgemeinde einer Samtgemeinde mit einer Einwohnerzahl zwischen 3.001 und 5.000 Einwohnern. Die Ratsmitglieder werden durch eine Kommunalwahl für jeweils fünf Jahre gewählt.
Die vergangenen Gemeinderatswahlen ergaben folgende Sitzverteilungen:
| Wahljahr | CDU | SPD | Gesamt   |
| 2021     | 9   | 6   | 15 Sitze |
| 2016     | 7   | 6   | 13 Sitze |

### Bürgermeister
- Heinrich von Borstel (SPD) bis 2011
- Bernd Tietje (CDU) ab 2011, bestellte Gemeindedirektorin ist Samtgemeindebürgermeisterin Erika Hatecke.

### Wappen
Das Wappen zeigt auf silbernem Grund einen grünen Berg, der von einem silbernen Wellenbalken durchflossen wird. Oberhalb sind drei Wolfsangeln dargestellt.
Der grüne Berg weist auf den ältesten Siedlungsplatz der Gemeinde, der Kirchenwurt und dem Ortsteil Altendorf, hin. Der Wellenbalken ist sowohl Hinweis auf das Wappen der Familie von Drewes wie auch Symbol für die Bedeutung der Schifffahrt für den Ort an der Elbe. Die Wolfsangeln weisen darauf hin, dass im Ortsteil Wolfsbruch die letzten Wölfe Kehdingens gefangen wurden. Das Wappen wurde am 5. August 1948 vom niedersächsischen Innenministerium genehmigt und damit offiziell.

## Kultur und Sehenswürdigkeiten

### Religion

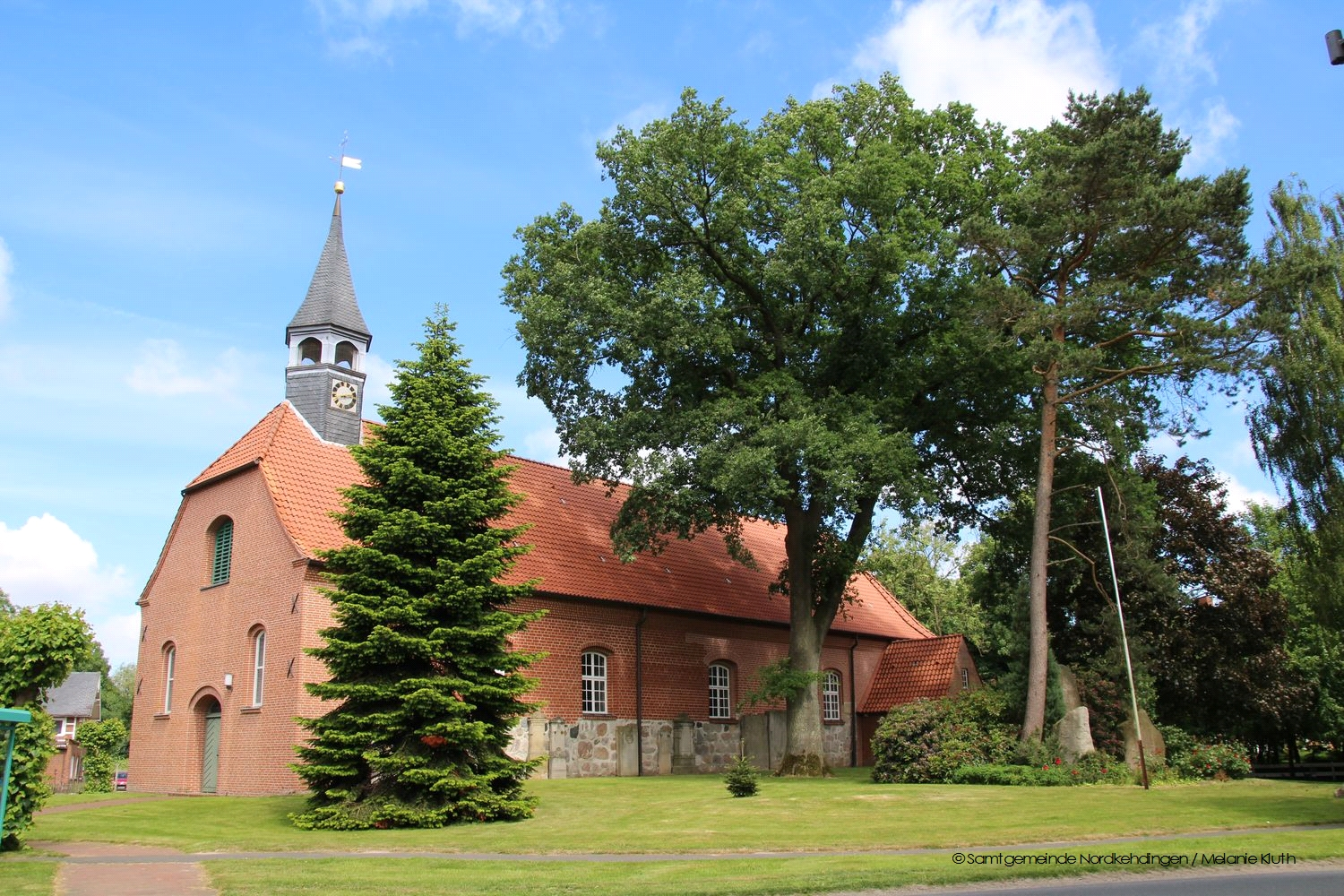
Kirche St. Dionysius in Hamelwörden

Ein Großteil der Bevölkerung ist konfessionell mit der evangelisch-lutherischen Religion verbunden. Die genutzte Hauptkirche St. Dionysius befindet sich im Zentrum des Ortsteils Hamelwörden.

### Museen

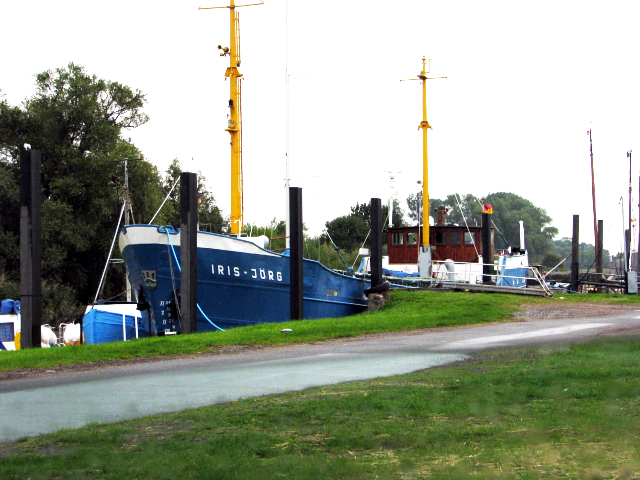
Museumsschiff Iris-Jörg

Seit 1995 besteht in Wischhafen das Kehdinger Küstenschiffahrts-Museum, das unter anderem ein eigenes Museumsschiff, das ehemalige Küstenmotorschiff Iris-Jörg, besitzt.

### Sport
Wischhafen hat unter anderem einen Turnverein, Tennisverein, Tischtennisverein, Schießverein und Fußballclub. In letzterer Hinsicht wird mit Dornbusch (Teil der Gemeinde Drochtersen) kooperiert und der Verein FC Wischhafen/Dornbusch wurde im Jahr 2000 gegründet. Derzeit spielt die erste der drei Mannschaften in der Kreisliga Stade.
Im Jugendbereich wiederum wird seit der Saison 2010/2011 mit der SG Freiburg/Oederquart und dem TSV Großenwörden kooperiert und man spielt gemeinsam in der JSG Nord. Ferner werden noch andere Sportarten angeboten, wie zum Beispiel Volleyball und Leichtathletik.

### Tourismus

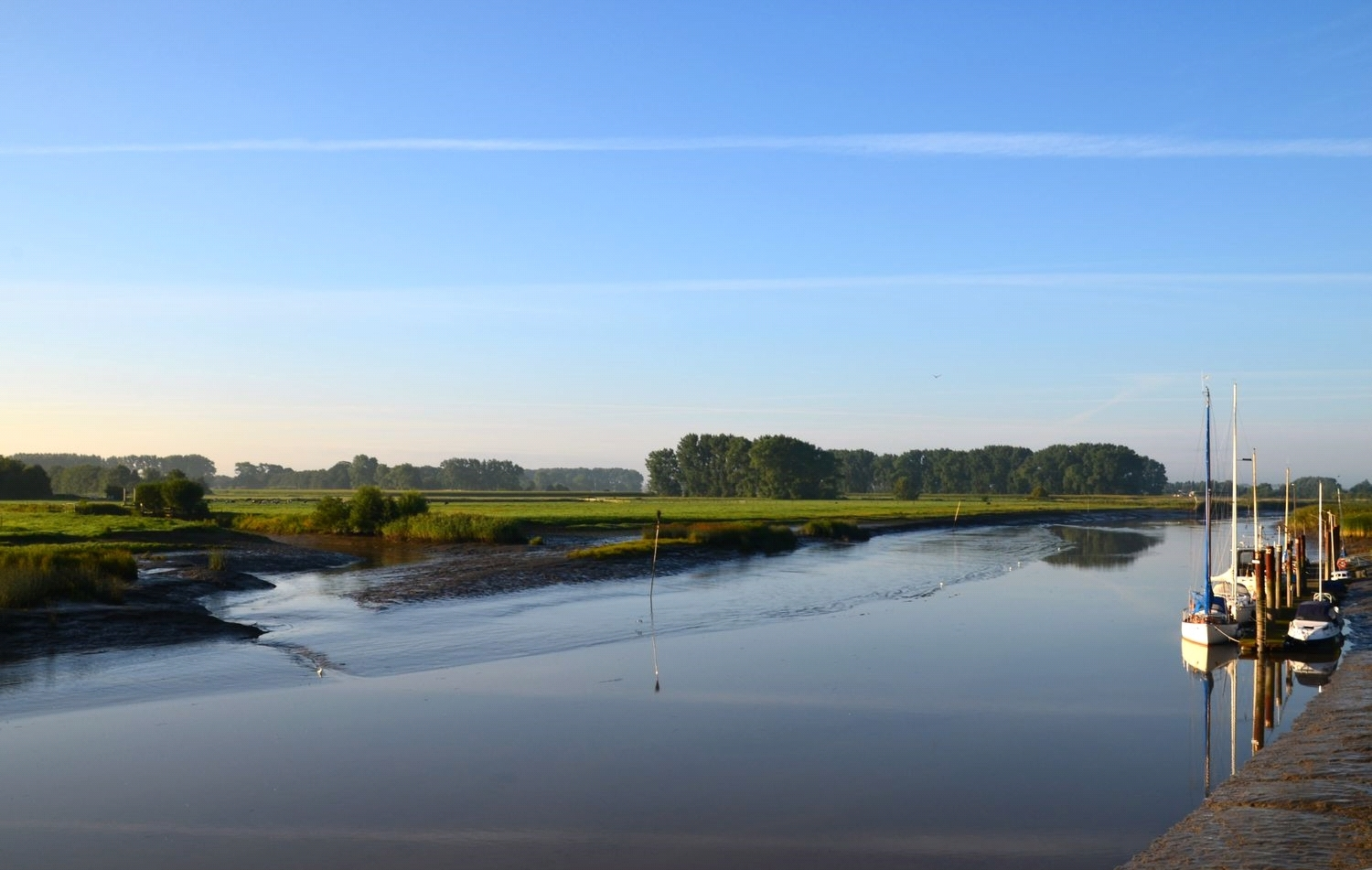
Ausblick am Bootsanleger in Wischhafen

Wischhafen liegt an der Deutschen Fährstraße.

## Wirtschaft und Infrastruktur

### Verkehr

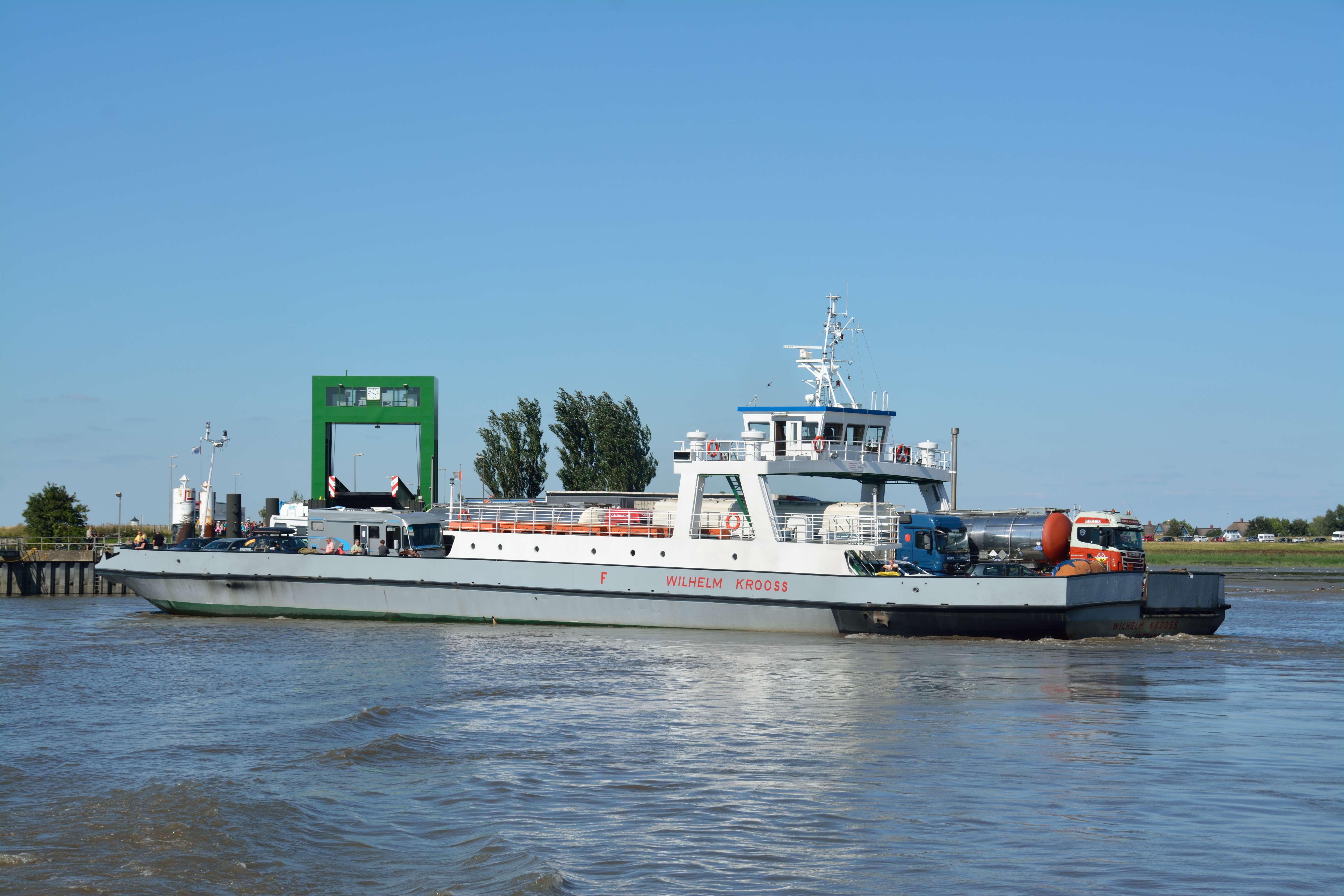
Elbfähre

Zwischen Wischhafen und Glückstadt in Schleswig-Holstein besteht eine Fährverbindung über die Elbe. Der Anleger befindet sich nordöstlich des Hochwasserschutzsperrwerks an der Süderelbe. Vom Fähranleger aus führt die B 495 in westlicher Richtung zu dem Ort Osten (Oste) und schließt bei Hemmoor an die B 73 an. Die L 111 ist von Süden aus Drochtersen kommend ein Stück weit mit der B 495 identisch, führt dann aber nach Freiburg weiter.
Dieses Sperrwerk Wischhafen ist in den Elbe-Radwanderweg einbezogen, steht dem Radverkehr aber nur an etwa 40 Tagen im Jahr für jeweils zweimal zwei Stunden zur Verfügung.
Die schmalspurige Kehdinger Kreisbahn, die Wischhafen mit Stade und Itzwörden (Oste) verband, wurde bereits 1936 stillgelegt und restlos demontiert. An ihrer Stelle verkehrt heute die Omnibuslinie 2025 Stade – Drochtersen – Wischhafen – Freiburg – Itzwörden, die von der KVG Stade betrieben wird und dem Hamburger Verkehrsverbund angeschlossen ist.
Momentan ist als Teil der A 20 eine Tunnelverbindung zwischen Ritsch und Schleswig-Holstein geplant.

### Ansässige Unternehmen
Wischhafen ist der Hauptsitz der Karl Meyer AG, einem Unternehmen, das in den Bereichen Entsorgung und Recycling tätig ist. Der zweitgrößte Arbeitgeber ist die Niederlassung der Gerhard Rode Rohrleitungsbau GmbH & Co KG. Neben diesen beiden sind noch Bernhardt Bauunternehmen Kehdingen und die Elbfähre Glückstadt–Wischhafen Arbeitgeber. 
In der Gemeinde Wischhafen werden 7,7 ha als Gewerbefläche genutzt.

### Öffentliche Einrichtungen
- Touristikverein Kehdingen
- JugendKonferenz Wischhafen (JuKo) von 2007: Vereine und Institutionen der Gemeinde Wischhafen zusammen. Sie veranstaltet regelmäßig Ausfahrten und Veranstaltungen.

### Bildung
- Nils Holgersson-Grundschule
- Kindergarten Wischhafen

## Persönlichkeiten

### Söhne und Töchter der Stadt
- Henry Koch (Unternehmer) (1832–1888), deutsch-britischer Unternehmer und Industrieller
- Werner von Bargen (1898–1975), Botschafter
- Richard Toborg (1927–2014), Politiker (CDU), ehemaliger Abgeordneter des niedersächsischen Landtages, Land- und Gastwirt i. R.
- Heinrich von Borstel (* 1936), Politiker (SPD), Abgeordneter des niedersächsischen Landtages
- Heike Fedderke (* 1947), Plattdeutsche Autorin[6]

### Persönlichkeiten
- Christian Ludwig Bachmann (1763–1813), Mediziner und Musikschriftsteller
- Heinrich Schmidt-Barrien (1902–1996), Schriftsteller
- Georg Grünberg (1906–1976), SS-Obersturmführer und Lagerkommandant
- Jürgen Flimm (1941–2023), Theaterintendant; restaurierte den Rathshof in Hamelwörden.